# در دوردست‌های این دیوارهای قلعه
فراسوی این دیوارهای قلعه (به انگلیسی: Far Beyond These Castle Walls) نخستین آلبوم کریس دی‌برگ است که در سال ۱۹۷۵ ضبط شده و توسط A&M منتشر شده‌است.

## آهنگ‌ها
| شمارهٔ ترک | عنوان انگلیسی        | برگردان به فارسی                                        | زمان |
| --------- | -------------------- | ------------------------------------------------------- | ---- |
| ۱         | دست نگه دار          | ۴:۰۳                                                    |      |
| ۲         | The Key              | کلید                                                    | ۴:۰۸ |
| ۳         | Windy Night          | شب طوفانی (پُر باد)                                      | ۴:۵۳ |
| ۴         | Sin City             | شهر گناه                                                | ۴:۳۵ |
| ۵         | New Moon             | ماه نو                                                  | ۴:۵۹ |
| ۶         | Watching The World   | دنیا رو پاییدن                                          | ۳:۳۲ |
| ۷         | Lonesome Cowboy      | کابوی تنها                                              | ۴:۲۳ |
| ۸         | Satin Green Shutters | پرده‌های سبز اطلسی                                       | ۵:۰۲ |
| ۹         | Flying               | پرواز (در ایرلند و بریتانیا به نام «دور زدن» منتشر شده) | ۶:۲۴ |
| ۱۰        | Goodnight            | شب به‌خیر                                                | ۲:۰۷ |

## عوامل
- کریس دی‌برگ (رهبری، انتخاب خواننده، آکوستیک، گیتار الکتریک، سینت‌سایزر و پیانو).
- بی‌جی کول (پدال فلزی).
- بری د سوزا (درام).
- کن فریمن (سینت‌سایزر).
- ری گلاین (گیتار آکوستیک و الکتریک).
- فیلیپ گودهند-تایت (صفحه‌کلید).
- ری جکسون (ساز دهنی و ماندولین).
- لینگتون لنوکس (سازهای ضربی).
- لورنس کریس (باس).
- لیهی رونی (صفحه‌کلید).
- برایان اودگرس (باس).